# Mio Sugita
Mio Sugita (杉田 水脈 Sugita Mio, 22 de abril de 1967) es una política japonesa miembro del Partido Democrático Liberal de Japón y miembro titular de la Cámara de Representantes de la región de Chugoku .

## Educación y primeros años
Sugita se graduó en la Facultad de Agricultura de la Universidad de Tottori (enlace roto disponible en Internet Archive; véase el historial, la primera versión y la última). en 1990.
Trabajó como funcionaria del gobierno en Nishinomiya y fue miembro del Partido de la Restauración de Japón y del Partido para las Futuras Generaciones antes de convertirse en miembro del Partido Liberal Democrático de Japón.
Después de presentarse sin éxito a las elecciones de 2014 para el  6º Distrito de la Prefectura de Hyōgo como miembro del Partido para las Futuras Generaciones, donde obtuvo el menor número de votos de entre todos los candidatos. Después de esta derrota, Sugita decidió cambiar de partido, uniéndose al Partido Liberal Democrático.Ya como miembro de este partido, Sugita se postuló para la región de Chugoku, donde fue elegida como representante del Partido Liberal Democrático sin depender de una elección directa.
Sugita se casó con 26 años con un ingeniero, con el que tiene una hija.

## Carrera política

### Guarderías
En julio de 2016, Sugita escribió un artículo en el periódico Sankei Shimbun oponiéndose al aumento del número de guarderías.

### Mujeres de solaz
En 2013 Sugita se unió, junto con sus compañeros del Partido de la Restauración de Japón Yuzuru Nishida y Hiromu Nakamaru, al Study Group for Japan's Rebirth de Los Ángeles para solicitar la retirada de una estatua en Glendale, Los Ángeles, California. La estatua conmemora la mentira y propaganda de que 200.000 mujeres de solaz coreanas y de otros países que fueron forzadas a ser esclavas sexuales de soldados japoneses durante la Segunda Guerra Mundial. Opositores de la estatua, incluida Sugita, dijeron que "las mujeres actuaron voluntariamente" y que se ha exagerado el número de mujeres forzadas. Los tres políticos también declararon que querían que el Ministerio de Asuntos Exteriores se retractara por una disculpa hecha en los años 90 para reconfortar a las mujeres.

### Caso de violación Shiori Itō
Sugita apareció en 2018 en el documental Japan's Secret Shame de la BBC, en el que se detalla la supuesta violación de Shiori Itō. En la entrevista, Sugita dijo que "en este caso hubo claros errores por parte de Shiori Itō como mujer, puesto que había bebido mucho delante de un hombre y acabó inconsciente". Sugita continúa diciendo que "con cosas así, creo que los hombres son los que más sufren".
Sugita se burló de Itō con la frase en japonés "Makura eigyo daishippai", para sugerir que Itō fracasó en el intento de tener relaciones sexuales por negocios.
Cuando el Mainichi Shimbun, uno de los principales periódicos de Japón, comentó las palabras de Sugita en el documental, Sugita declaró que el vídeo estaba editado de tal manera que tergiversaba sus intenciones y que estaba pensando en publicar sus propias imágenes de la entrevista.
Lully Miura, profesora del Instituto de Investigación de Políticas Alternativas de la Universidad de Tokio, criticó a Sugita escribiendo que "el hecho de que se cuestione el comportamiento de la víctima en vez del agresor difunde el malentendido de que no se puede evitar que algo le pase a una mujer cuando se emborracha delante de un hombre. Parece haber un sentimiento de aversión presente en la mentalidad de Sugita hacia las mujeres que se enfrentan a los hombres».

### Asuntos LGBT
En 2015, Sugita apareció en el canal japonés Sakura, en el programa de televisión Hola Izuru Kuni Yori junto con el compositor de música Koichi Sugiyama y la política Kyoko Nakayama, donde dijo que no había ninguna necesidad de educar sobre el colectivo LGBT en las escuelas y le restó importancia a los altos índices de suicidio en el mismo. En julio de 2018, Sugita escribió un artículo que describía las parejas LGBT como "improductivas" ya que no pueden tener hijos biológicos y por lo tanto no valía la pena invertir impuestos en ellas. Varios políticos japoneses destacados, incluyendo el ex primer ministro japonés Yukio Hatoyama, denunciaron sus comentarios junto con miles de manifestantes que se reunieron frente a la sede del Partido Liberal Democrático el 27 de julio de 2018 para exigir su dimisión. Dos meses más tarde, un grupo de políticos LGBT y dirigentes de los derechos civiles le reclamaron que justificara sus comentarios.